# Palaeomolis naryna
Palaeomolis naryna là một loài bướm đêm thuộc phân họ Arctiinae, họ Erebidae.